# Şuhut
Şuhut este un district din Provincia Afyonkarahisar, Turcia.
1. ↑  „Suprafața regiunilor (inclusiv lacuri), km²”. Regional Statistics Database. Institutul Turc de Statistică. 2002. Accesat în 5 martie 2013.
2. ↑  „Populația provinciilor/centrelor de districte și a orașelor/satelor după districte - 2012”. Address Based Population Registration System (ABPRS) Database. Institutul Turc de Statistică. Accesat în 27 februarie 2013.